# دانشگاه ملی آموزش سئول

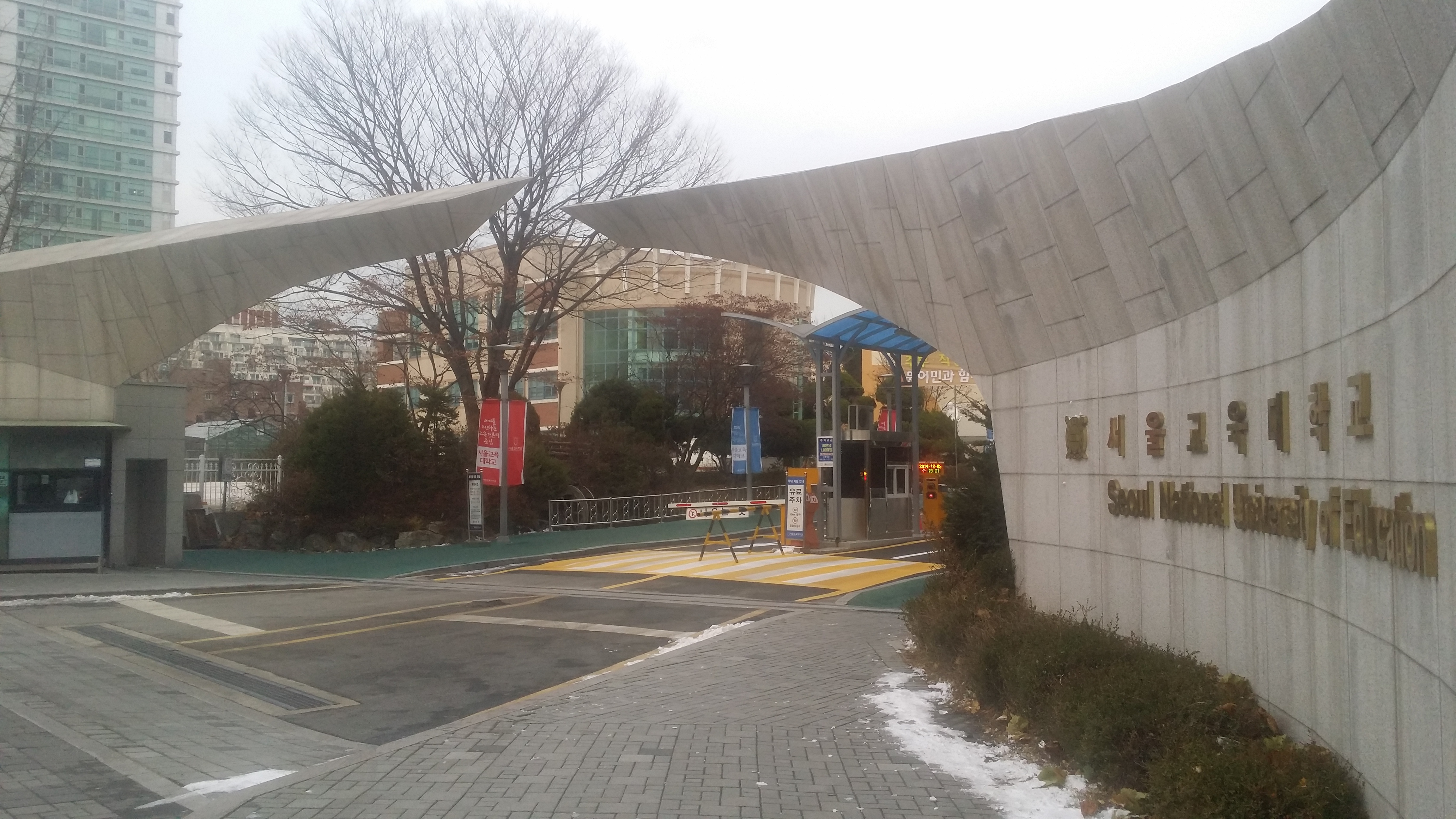

دانشگاه ملی آموزش سئول (SNUE) یک مؤسسه دولتی است که معلمان مدارس ابتدایی کره جنوبی را آموزش می‌دهد. این دانشگاه که در ماه مه ۱۹۴۶ با نام مدرسه کیونگ‌گی تأسیس شد. این مؤسسه در ۱ مارس ۱۹۵۳ به عنوان یک مدرسه تحقیقاتی برای معلمان در حال تربیت و محققان تغییر ماهیت داد. در نهایت در ۱ مارس ۱۹۶۲، این مؤسسه با دانشگاه ملی سئول ادغام شد. این دانشگاه در طول سال‌ها با موسسات و مراکز مختلف مانند مؤسسه بین‌المللی زبان و مرکز آموزش کودکان با استعداد همکاری داشته‌است.